# سنت ماریز، تاسمانیا
سنت ماریز (به انگلیسی: St Marys) یک شهرک در استرالیا است که در تاسمانی واقع شده‌است.

## جستارهای وابسته

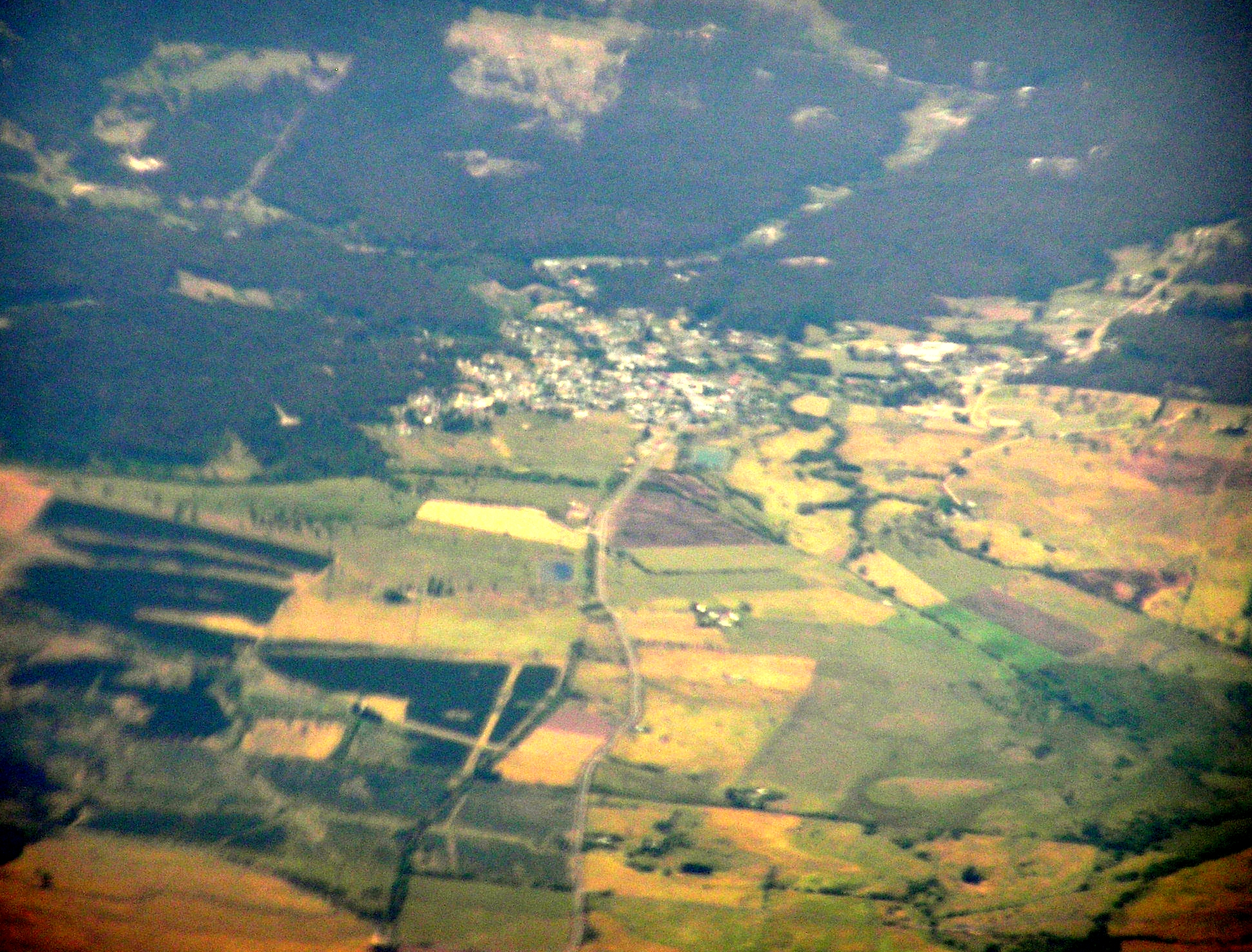
منظره هوایی از سمت غرب